# Herculia
Herculia är ett släkte av fjärilar. Herculia ingår i familjen mott.

## Dottertaxa tillHerculia, i alfabetisk ordning[1]
- Herculia acerasta
- Herculia admetalis
- Herculia aedalis
- Herculia ahyoui
- Herculia albilunalis
- Herculia albolinealis
- Herculia almanalis
- Herculia angulifascialis
- Herculia angusti
- Herculia anpingialis
- Herculia aurocilialis
- Herculia biarealis
- Herculia bilinealis
- Herculia bistonalis
- Herculia bractealis
- Herculia caesalis
- Herculia castanealis
- Herculia castaneorufa
- Herculia chytriodes
- Herculia cineralis
- Herculia costigeralis
- Herculia decoloralis
- Herculia dharmsalae
- Herculia drabicilialis
- Herculia ecbrunnealis
- Herculia ecrhodalis
- Herculia flammealis
- Herculia flavirufalis
- Herculia formosibia
- Herculia fulvocilialis
- Herculia fuscalis
- Herculia fuscicosta
- Herculia fuscicostalis
- Herculia griseobrunnea
- Herculia haemograpta
- Herculia hansi
- Herculia hartigialis
- Herculia hoenei
- Herculia ignifimbrialis
- Herculia imbecilis
- Herculia incarnatalis
- Herculia incongrua
- Herculia japonica
- Herculia jezoensis
- Herculia lacteocilia
- Herculia lucidalis
- Herculia marthalis
- Herculia medialis
- Herculia melanthalis
- Herculia meridocrossa
- Herculia moramangalis
- Herculia mus
- Herculia nigralis
- Herculia nigrivitta
- Herculia nonusalis
- Herculia ochreicilia
- Herculia orthogramma
- Herculia pelasgalis
- Herculia pernigralis
- Herculia perpulverea
- Herculia perrubralis
- Herculia productalis
- Herculia purpureorufa
- Herculia pyrerythra
- Herculia pyrrholepidis
- Herculia racilialis
- Herculia roseotincta
- Herculia rubidalis
- Herculia rubrica
- Herculia rudis
- Herculia sericea
- Herculia sokutsensis
- Herculia suffusalis
- Herculia tabidalis
- Herculia taiwanalis
- Herculia thyellodes
- Herculia tristalis
- Herculia umbrosalis
- Herculia violaceomarginalis
- Herculia vulgaris